# Scaptotrigona depilis
Scaptotrigona depilis är en biart som först beskrevs av Jesus Santiago Moure 1942.  Scaptotrigona depilis ingår i släktet Scaptotrigona och familjen långtungebin. Inga underarter finns listade i Catalogue of Life.